# Spiegelberg (Wismar)

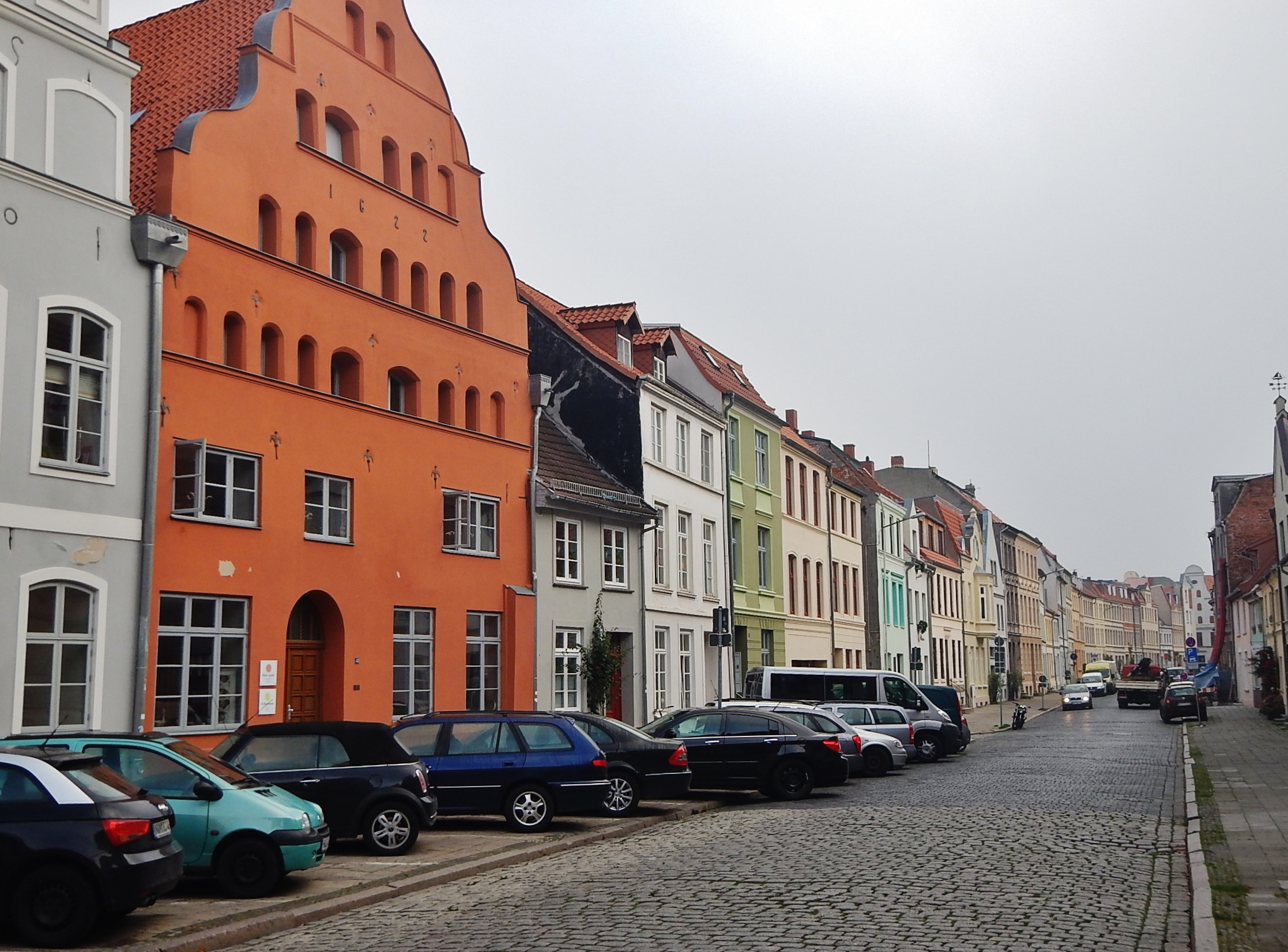
Nr. 45 bis ca. Nr. 17 (rechts)

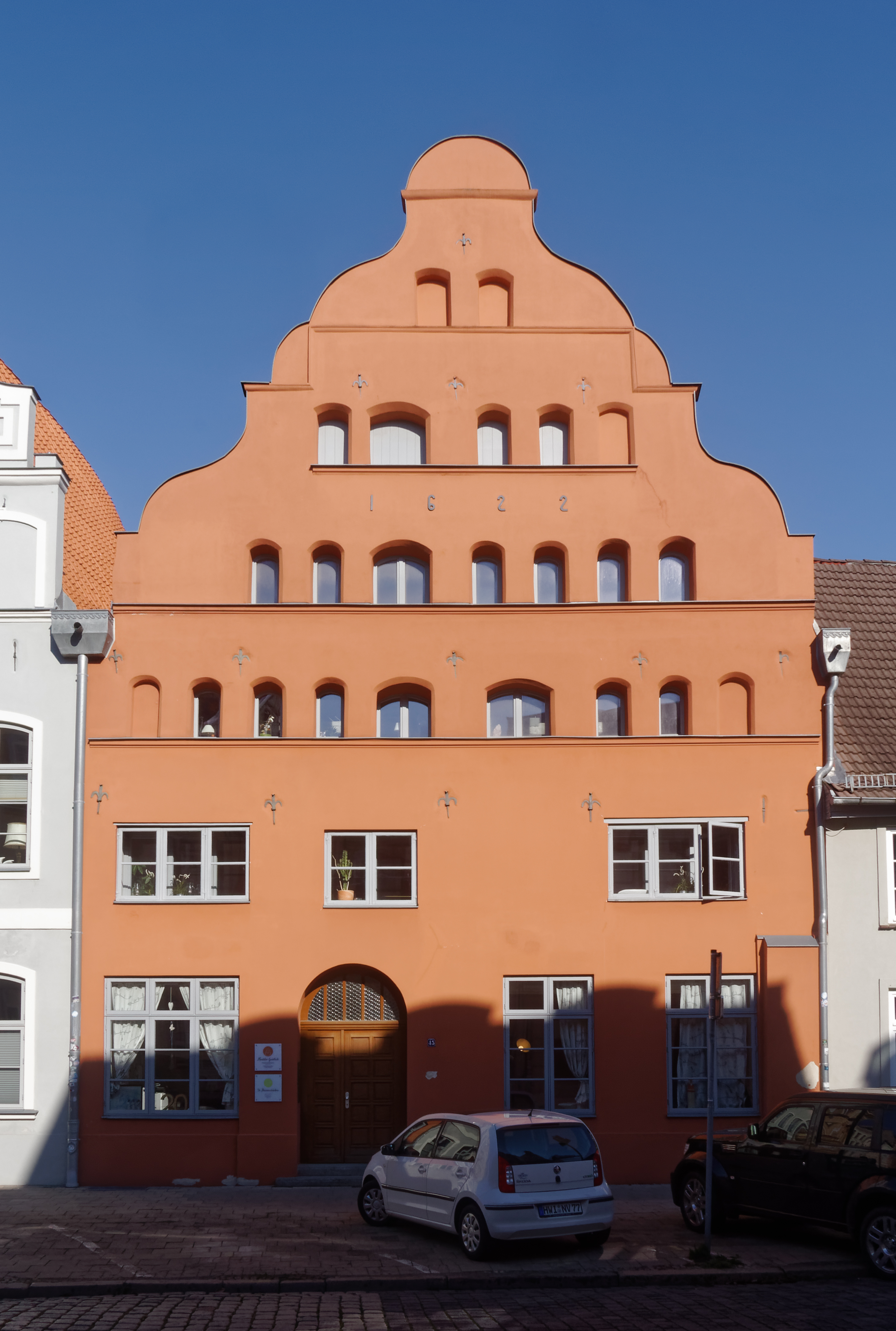
Nr. 45

Die historische Straße Spiegelberg in Wismar liegt im Zentrum der Altstadt, die wie der Alte Hafen unter dem besonderen Schutz der UNESCO steht, nachdem Wismar 2002 in die Welterbeliste aufgenommen wurde.
Sie führt in Ost-West-Richtung von der Hundestraße / Am Poeler Tor / Hinter dem Chor zur Straße Am Hafen und weiter in Richtung Alter Hafen.

## Nebenstraßen

Wismar zur Zeit der Hanse

Die Nebenstraßen und Anschlussstraßen wurden benannt als Hundestraße seit 1323, Am Poeler Tor nach dem 1870 abgerissenen Tor in der Stadtmauer, Hinter dem Chor nach dem Chor der im 14. Jhd. gebauten Nikolaikirche, Blüffelstraße als verballhornte Blücherstraße (Familienname), Fischerstraße seit 1820, davor Fischergrube nach dem Wassergraben aus dem 14. Jhd., Scheuerstraße nach dem Familiennamen Schur bzw. Schuer woraus 1410 schurstrate, 1424 schuerstrate und im 19. Jhd. Scheuerstraße wurde, Grützmacherstraße nach dem mittelalterlichen Gewerbe zur Herstellung von Grütze, Am Lohberg seit 1444 nachweisbar nach der Siedlung im alten Stadtgebiet evtl. für Lohe als pflanzlicher Gerbstoff in der Seefahrt (Zeesenboote mit lohfarbenen Segeln) oder Lohe für Flamme sowie Am Hafen nach dem mittelalterlichen Alten Hafen.

## Geschichte

### Name
Die Straße Spiegelberg, wurde früher (seit 1250/1275) benannt als Spegelberch oder mons speculi nach dem Spiegel und dem Berg, aber mit unklarer Bedeutung warum es zu diesem Namen kam, der auch in anderen Städten zu finden ist.

### Entwicklung

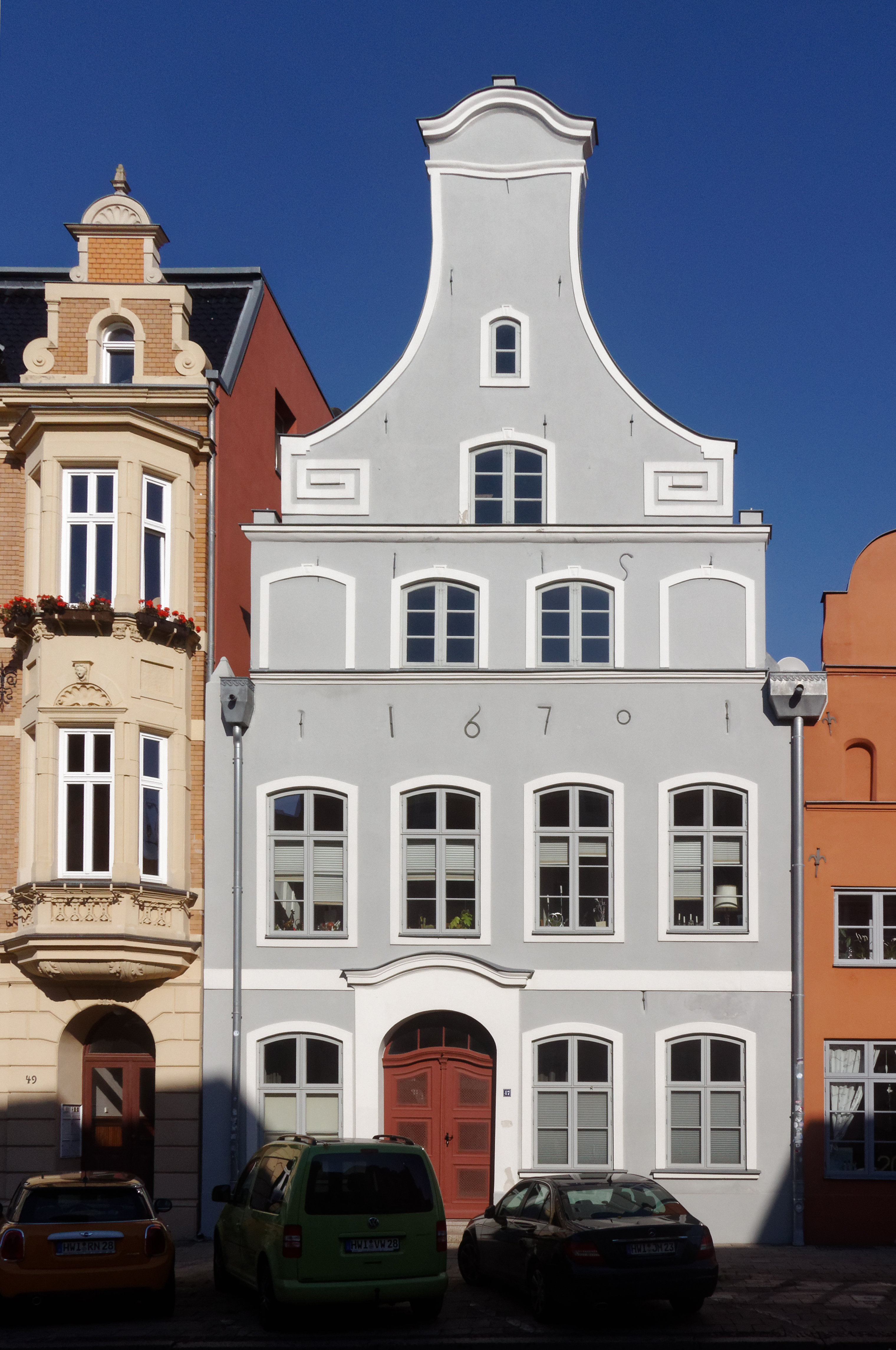
Nr. 47

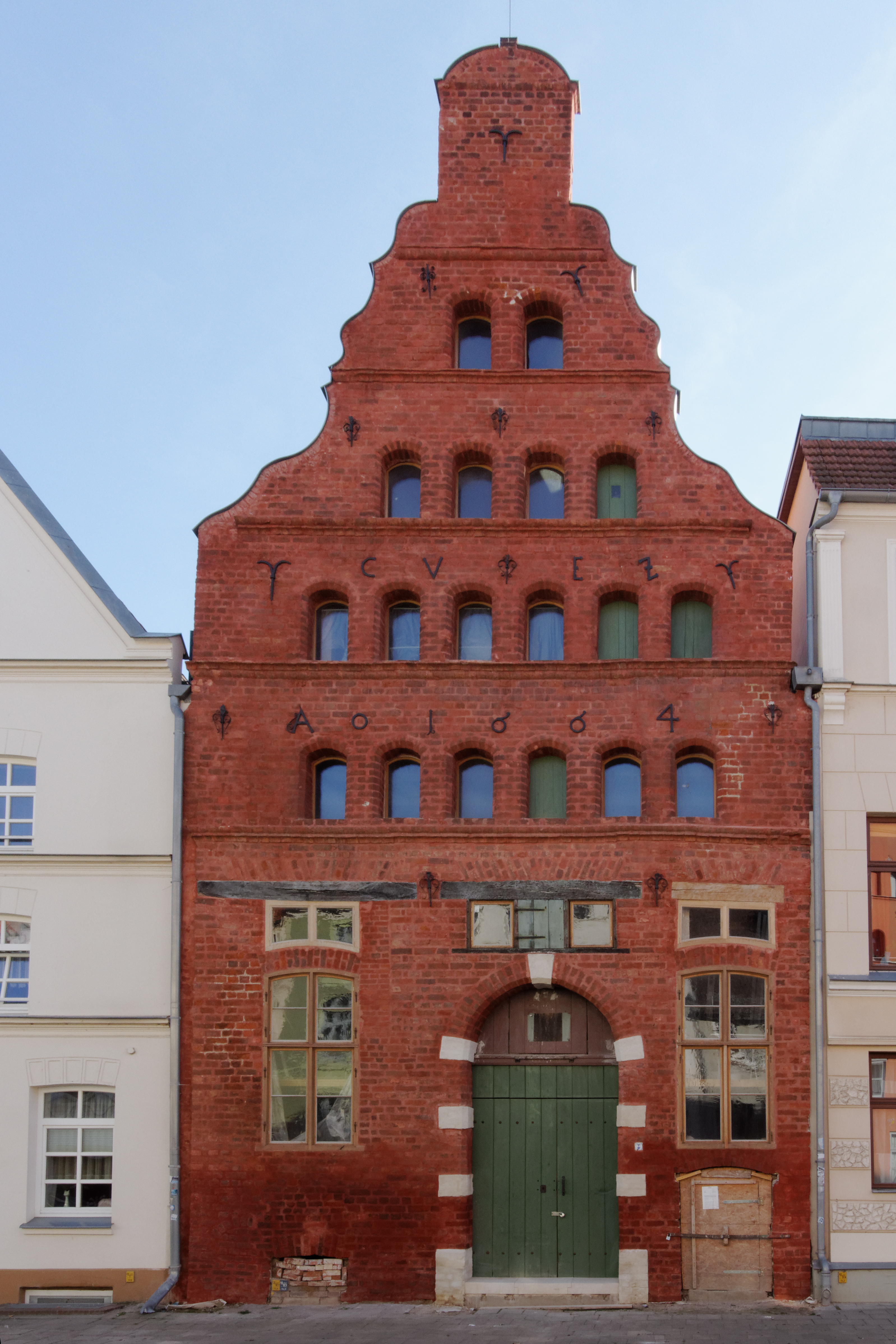
Nr. 48a

Wismar wurde im Mittelalter ein bedeutendes Mitglied der Hanse. Der Markt und seine Zufahrtsstraßen bildeten den Kern des mittelalterlichen Ortes, der als Stadt 1229 erstmals erwähnt wurde.
Sie liegt seit 1991 im Sanierungsgebiet Altstadt. Die Straße wurde saniert.

## Gebäude, Anlagen (Auswahl)
An der Straße stehen zumeist Wohn- und auch Geschäftshäuser. Die mit (D) gekennzeichneten Häuser stehen unter Denkmalschutz.
- Nr. 1: 3-gesch. Wohn- und Geschäftshaus als Eckhaus
- Nr. 1a: 3-gesch. verklinkertes Wohn- und Geschäftshaus von 1905 mit markanten Fensterumrandungen und Jugendstilelementen
- Nr. 11: 3-gesch. Wohnhaus von um 1900, saniert nach 2002[3]
- Nr. 11a: 3-gesch. Wohnhaus, Rückseite mit verklinkerter Fassade, saniert 1998/99[4]
- Nr. 12/14: 2-gesch. klassizistisches Wohnhaus (D)
  - Nr. 14: 2-gesch. Haus der Ev.-luth. Kirchgemeinde St. Nikolai und der Evangelische Musikschule Wismar
- Nr. 38: 3-gesch. Wohnhaus mit Wappenstein mit Inschrift: „Also hefft Godt de Werlt gelevet dat he sinen enigen Sone gaff up dat alle de an en geloven nicht vorlaren werden sunder dat ewige Levendt hebben. Johannes AM 3“ (D)
- Nr. 45: 3-gesch. barockes Dielenhaus Spiegelberg 45 von 1622 (D) als ockerfarbendes Giebel- und Wohnhaus mit mittelalterlichen Ursprüngen, Rückgiebel von 1583; bis 2012 saniert nach Plänen vom Architekturbüro Zielenkiewitz, Bauherr: Deutsche Stiftung Denkmalschutz, Nutzung durch die Hebammenpraxis Mudder Griebsch[5][6]
- Nr. 47: 3-gesch. barockes Dielenhaus Spiegelberg 47 von 1670 (D) als Giebel- und Wohnhaus mit Schweifgiebel und teils Scheingiebel, innen Quadermalerei aus dem 17. Jhd. im Treppenhaus; bis 2012 saniert nach Plänen vom Architekturbüro Zielenkiewitz, Bauherr: Deutsche Stiftung Denkmalschutz[7], 2-gesch. verklinkerter neuer Anbau mit Wohnungen
- Nr. 48a: 4-gesch. barocker Speicher Spiegelberg 48a als Dielenhaus von 1664 (D) mit florentinerrotem Giebel mit Rundabschluss; 2018 Umbau und Sanierung zu einem Wohn- und Bürohaus[8][9]
- Nr. 49 3-gesch. historisierendes Wohnhaus mit seitlichem 4-gesch. Giebelrisalit mit 2-gesch. Erker, saniert 1997/98[10]
- Nr. 54: 3-gesch. einfaches Wohnhaus (D) mit
- Nr. 57: 3-gesch. gründerzeitliches historisierendes verklinkertes Bürohaus (D) mit 4-gesch. stufigem Mittelteil
- Nr. 57a: 3-gesch. Wohnhaus (D)
- Nr. 60: 3-gesch. barockes Wohnhaus (D), Zwerchhaus mit Giebelspitz
- Nr. 61 bis 65: 3-gesch. Hotel und Ferienwohnhaus
- Nr. 66: 2-gesch. einfaches Haus (D) als Giebelhaus; heute mit Pension
- Nr. 68: 3-gesch. spätgotisches ehem. Wassertor von 1450 (D) als Stadttor  mit Stufengiebel mit Wappen sowie mit 1-gesch. späterem Anbau; heute Wohnhaus
- Nachrichtlich: Am Poeler Tor, an der Ostseite der Straße stehen:
  - Nr. 1: 2-gesch. barockes Giebelhaus (D) mit Kemladen und Hofgiebel in Fachwerk; bis 2000 saniert, heute mit Praxis und Ferienwohnungen[11]
  - Nr. 3: 3-gsch. barockes Giebelhaus von 1658 (D), saniert bis um 2009

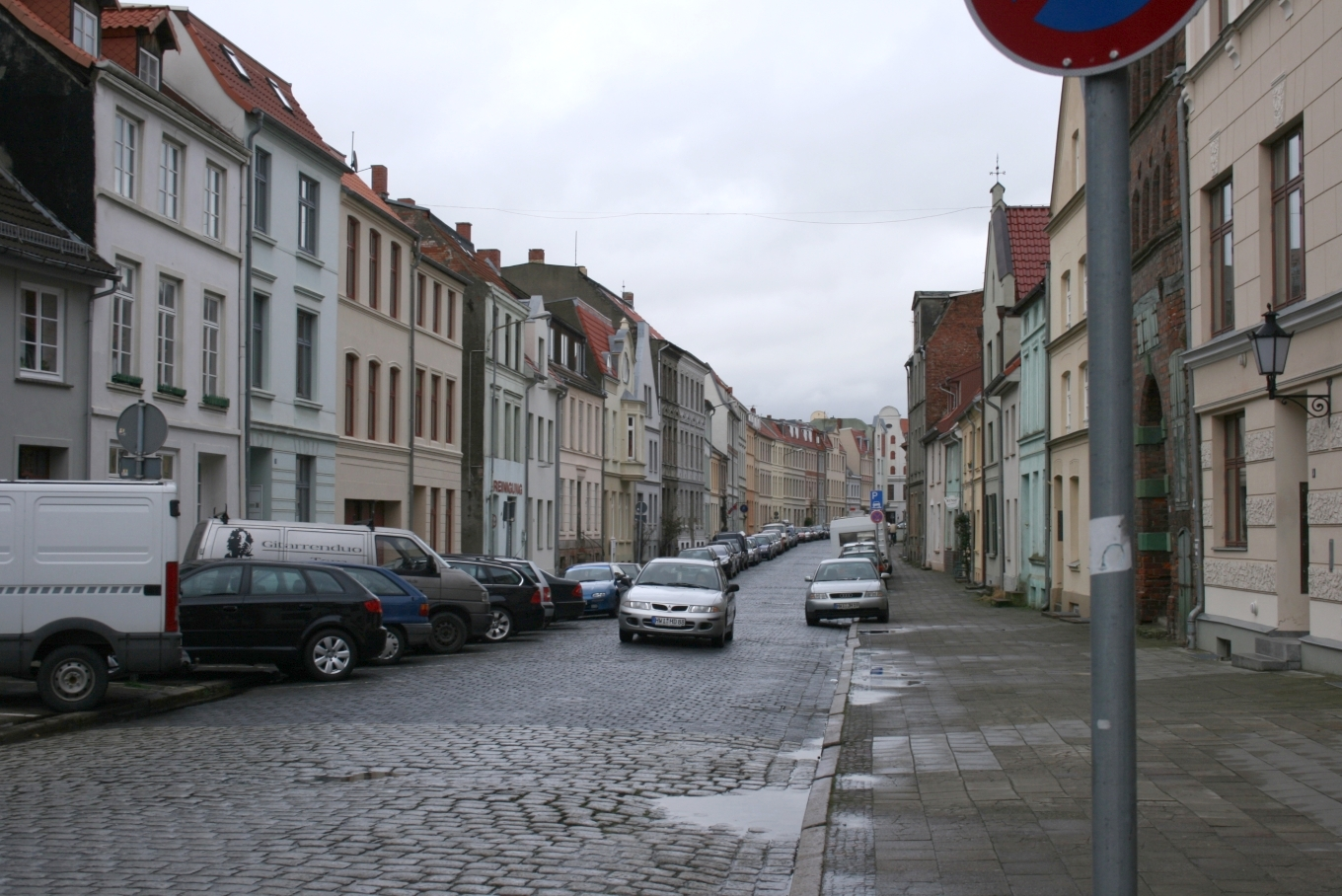
Nordseite, Ostblick
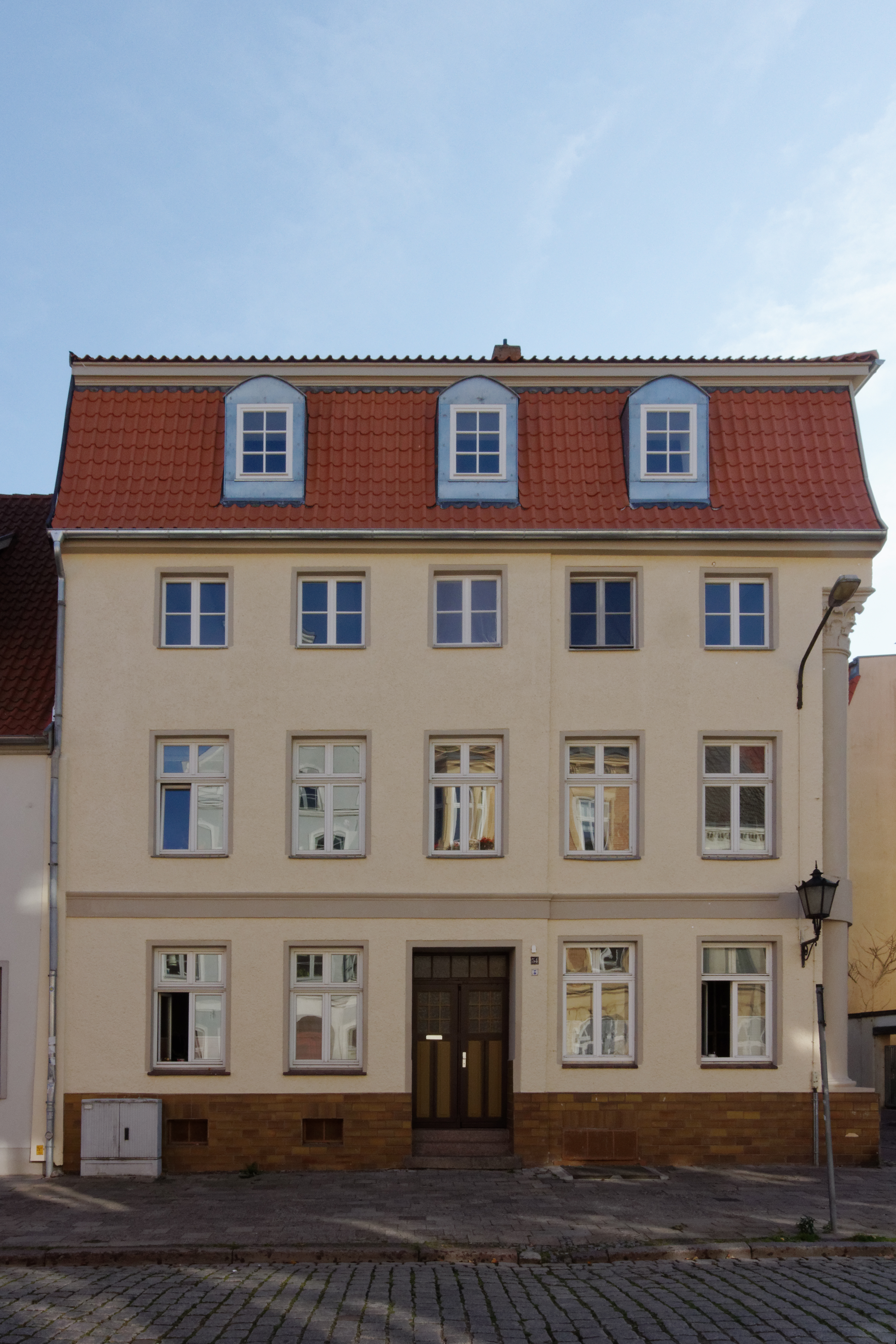
Nr. 54
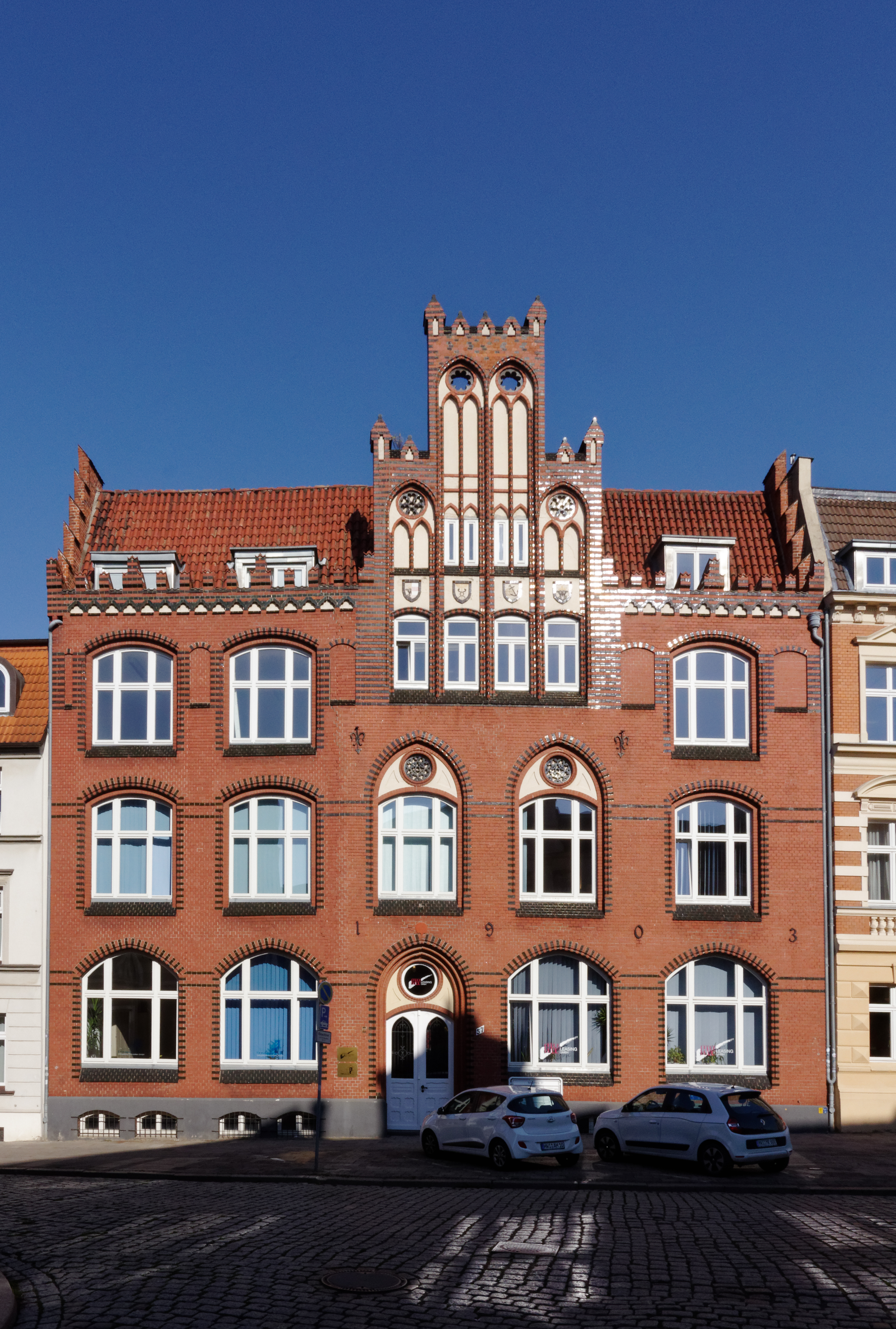
Nr. 57
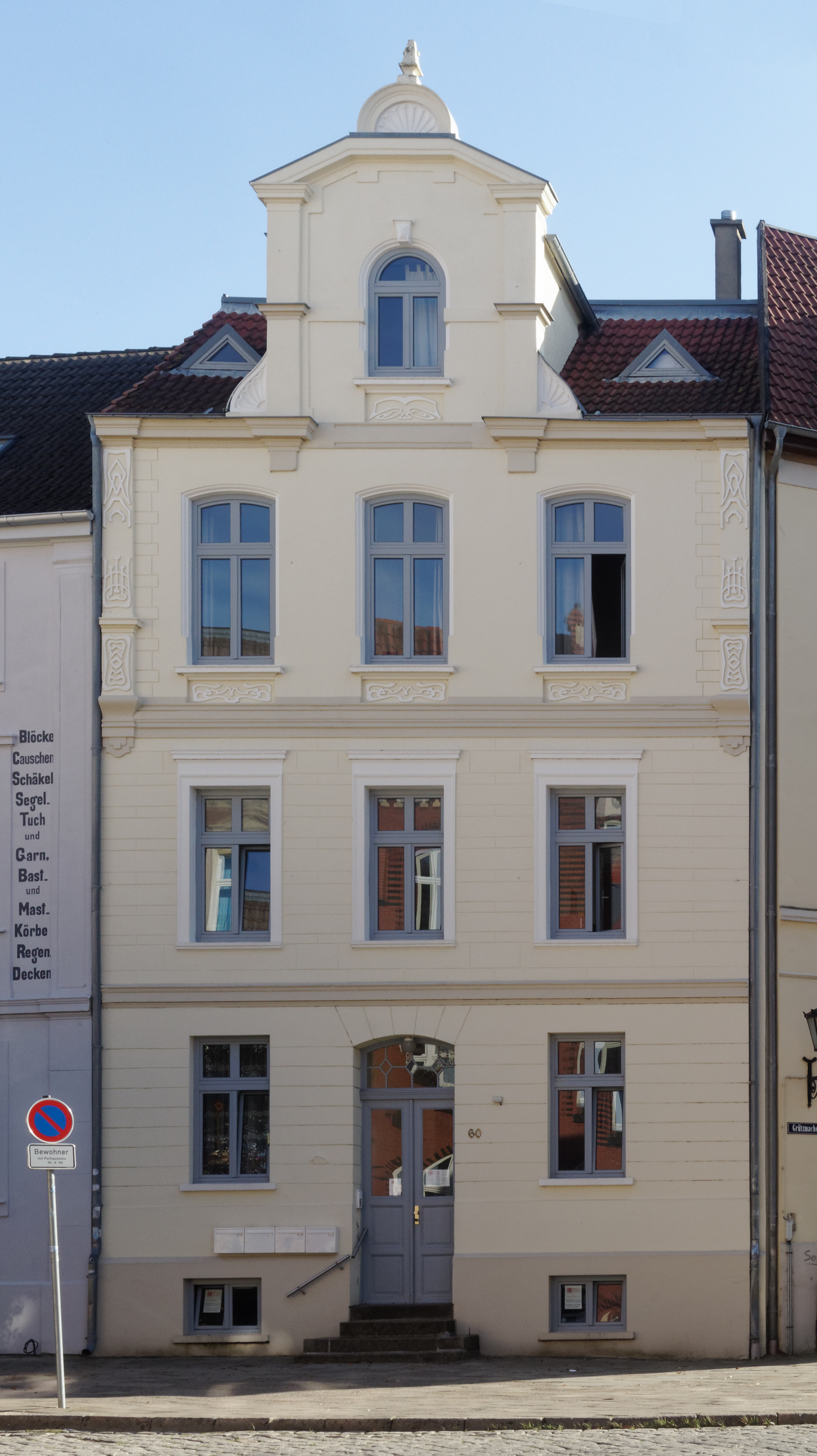
Nr. 60
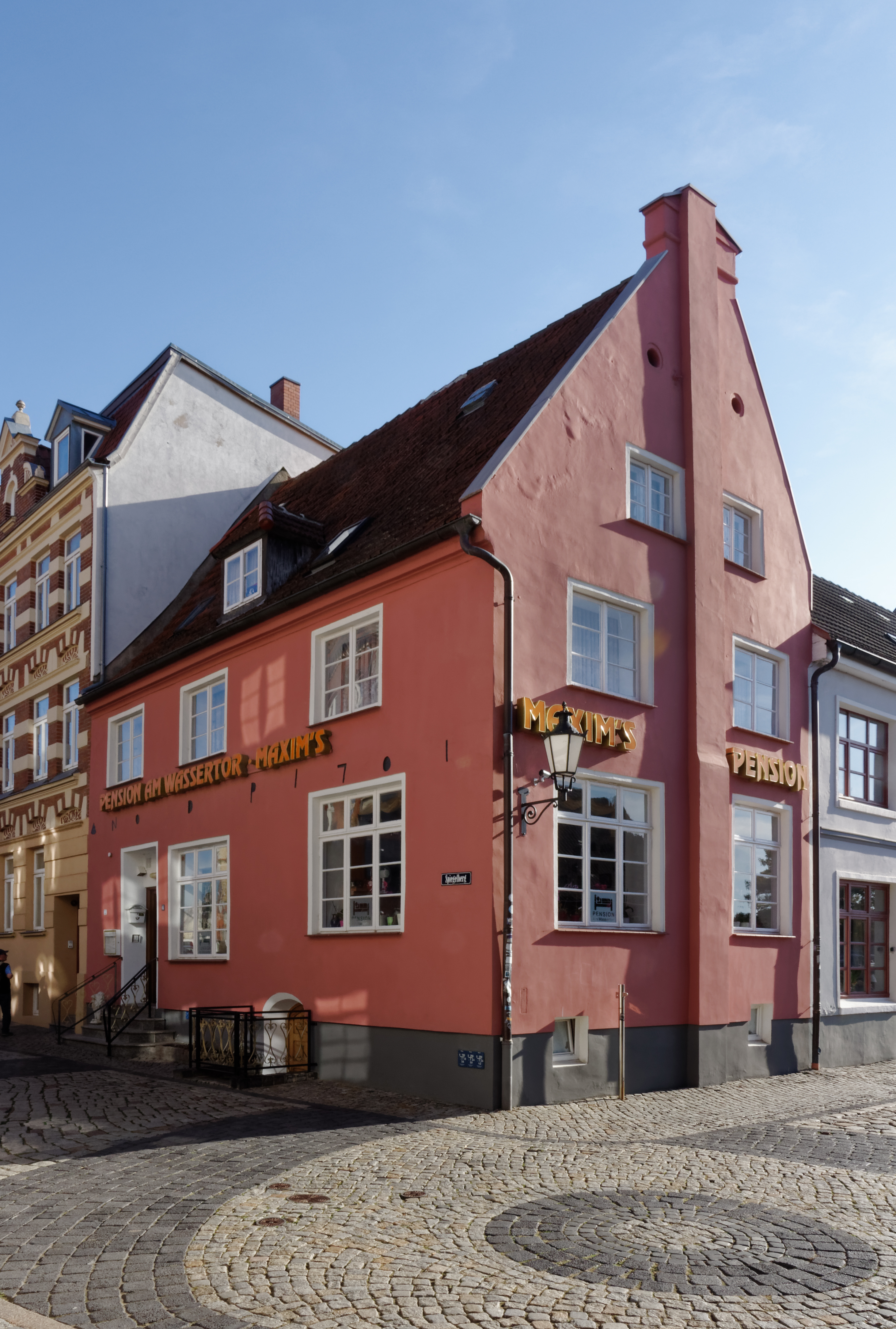
Nr. 66
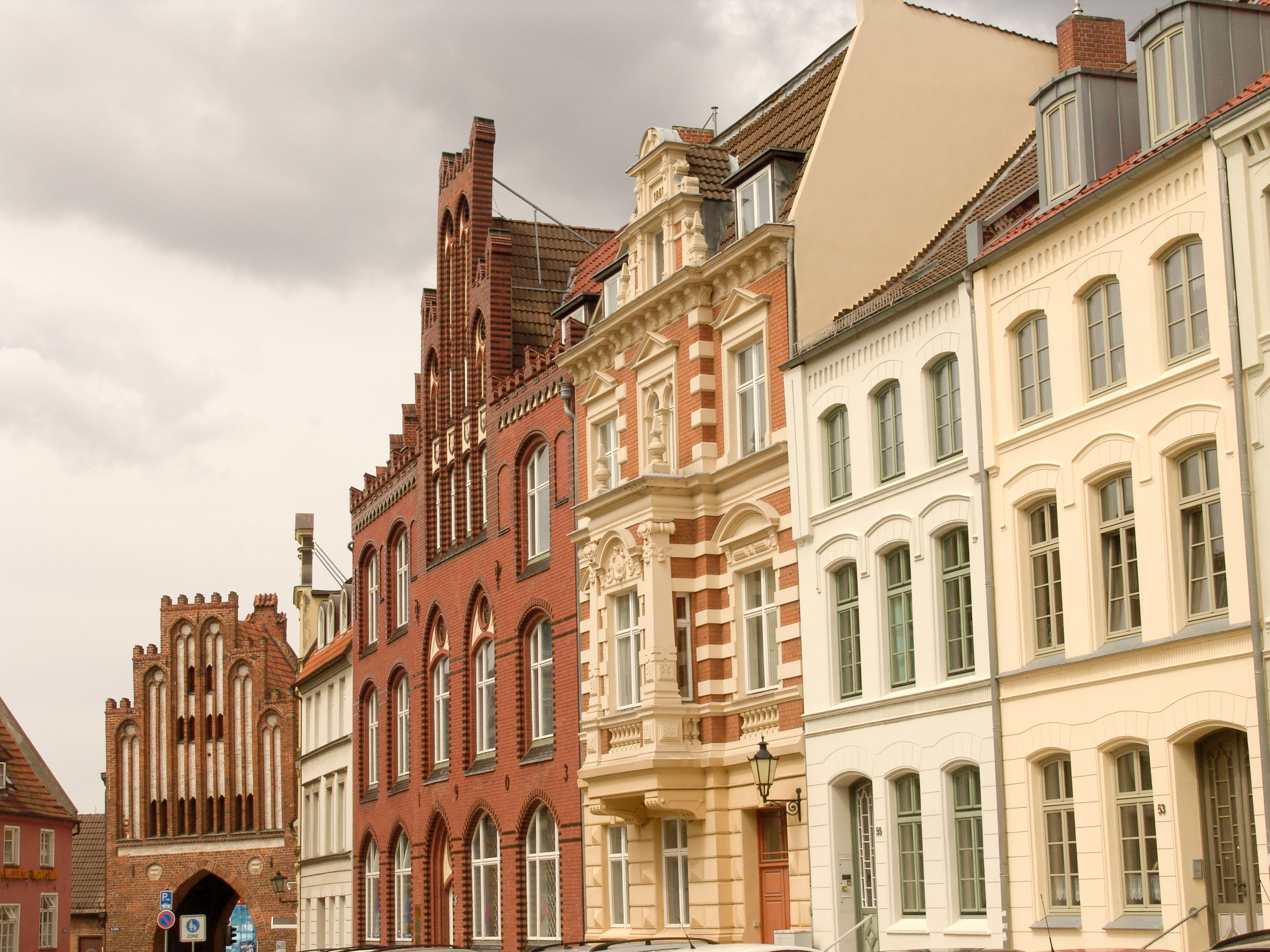
Westblich mit Wassertor
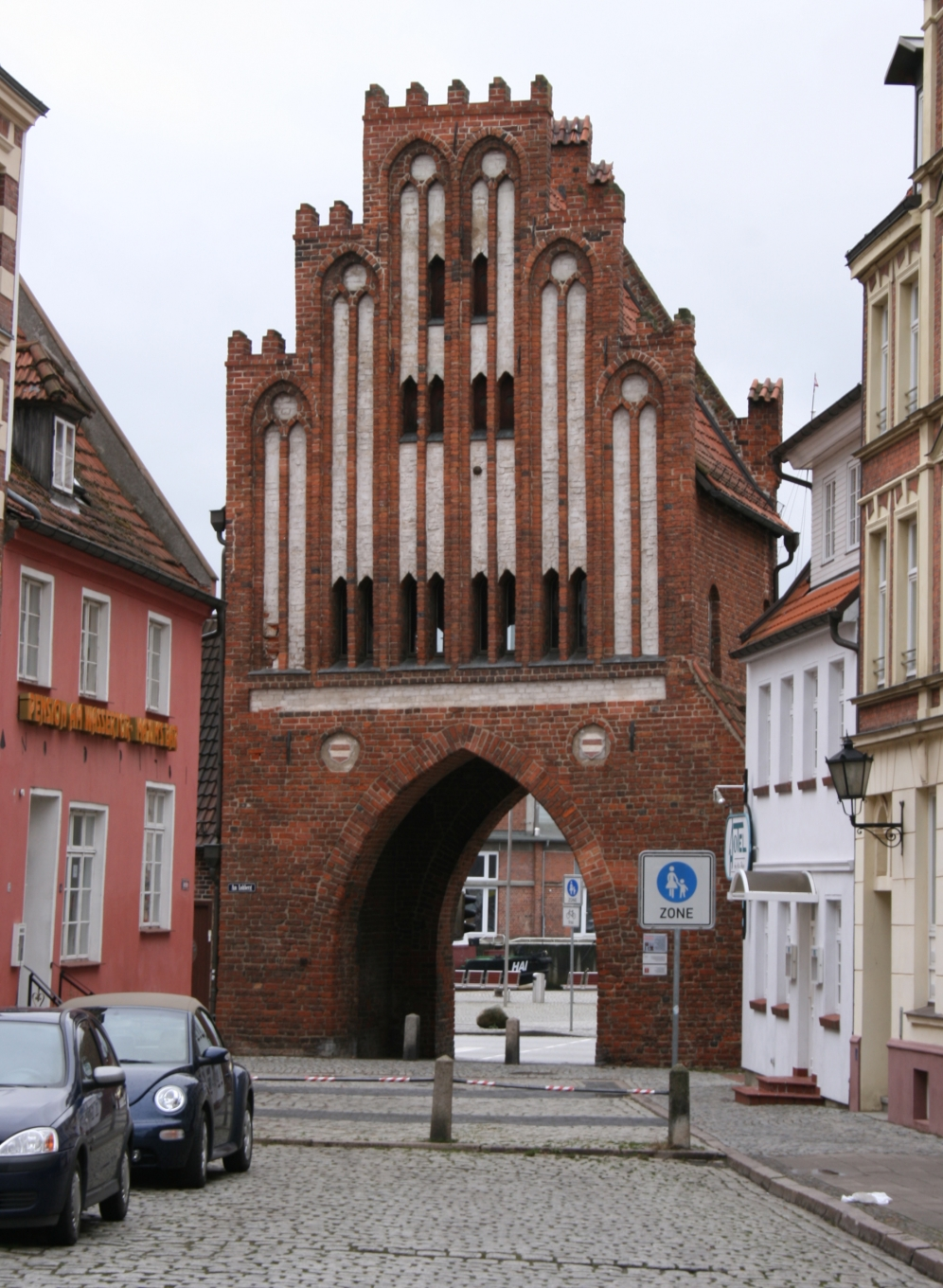
Wassertor
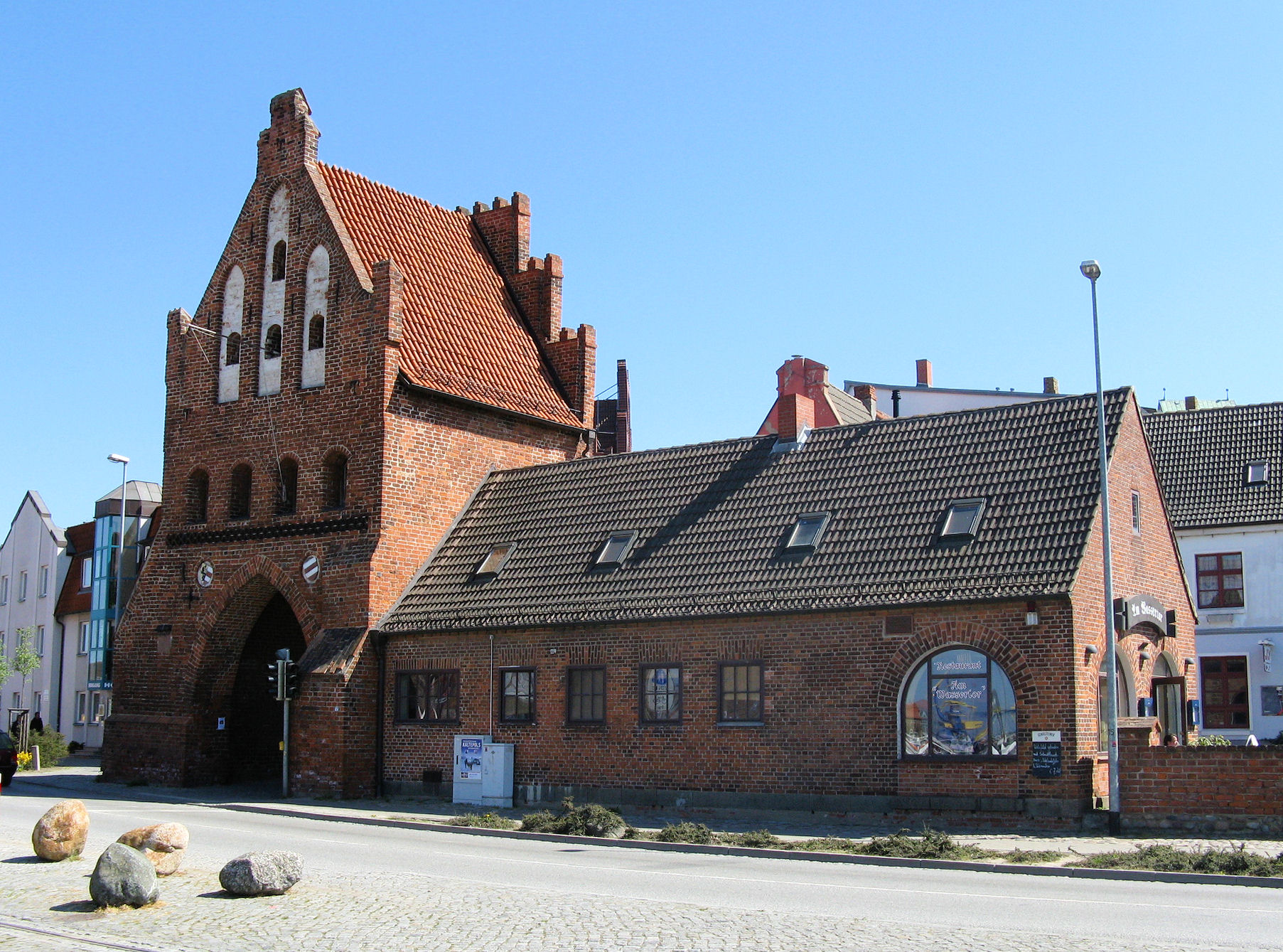
Wassertor
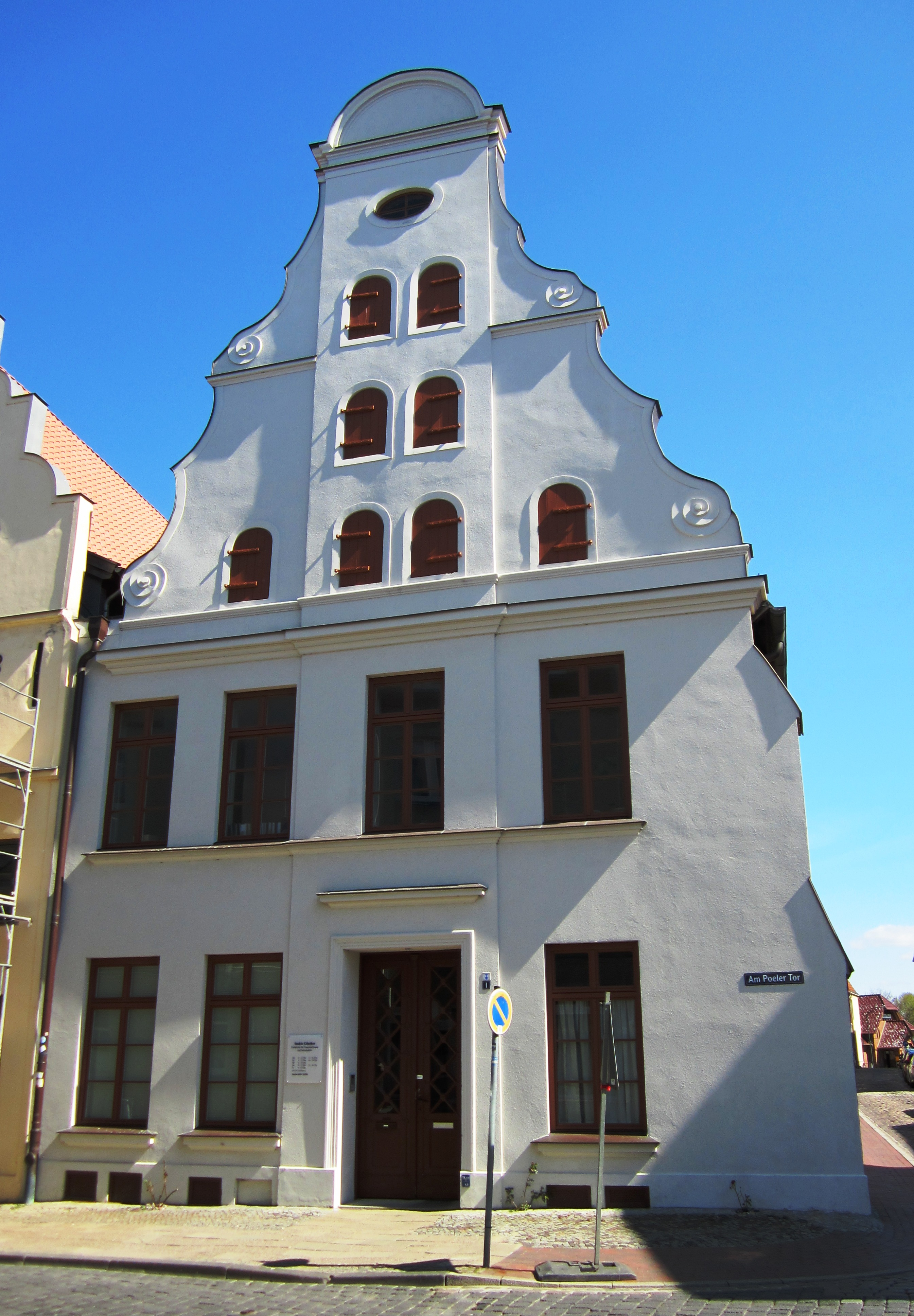
Am Poeler Tor Nr. 1
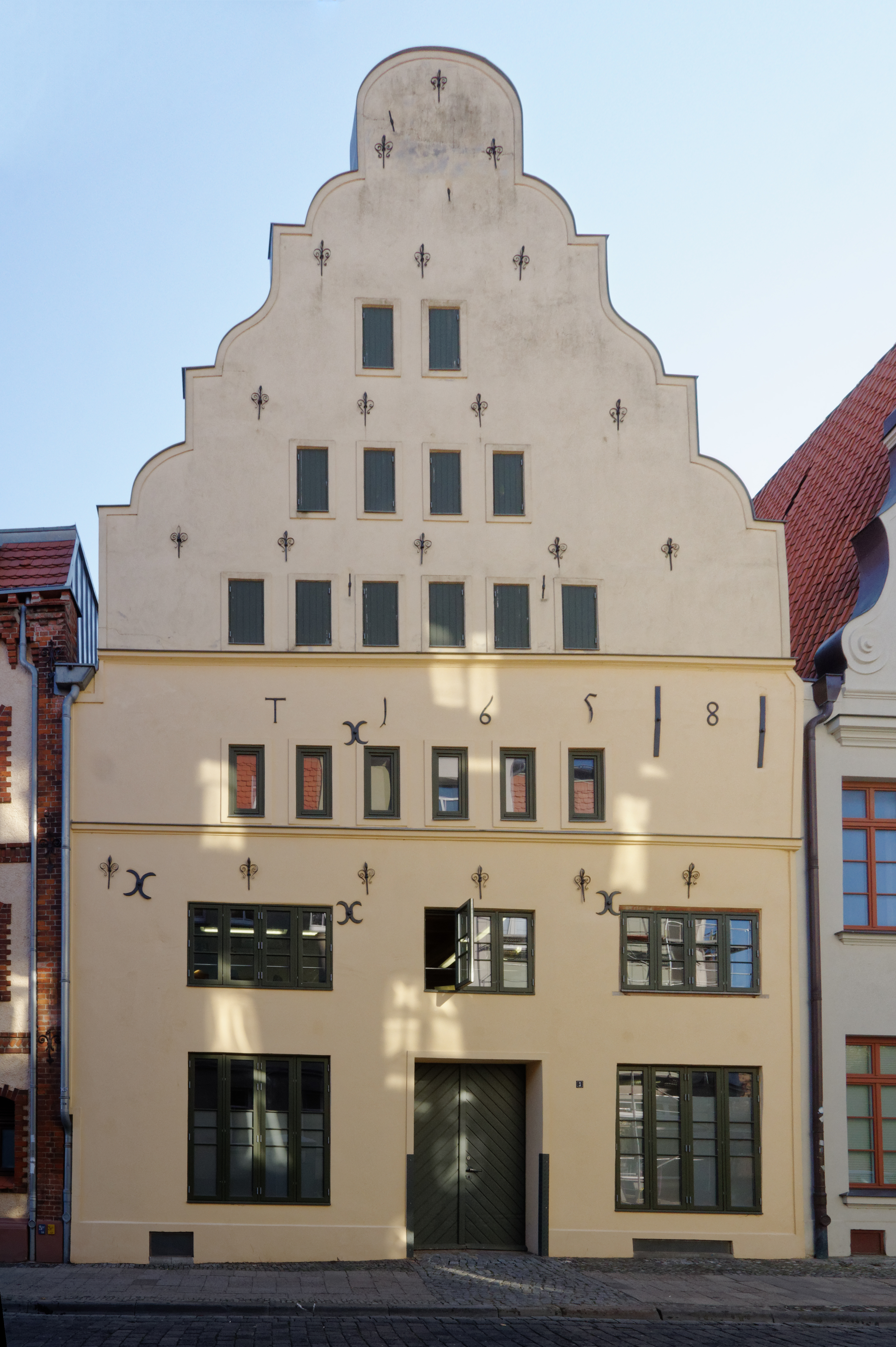
Am Poeler Tor Nr. 3